# Kazimierz Panuś
Kazimierz Panuś (ur. 5 lutego 1955 w Myślenicach) – polski duchowny katolicki, prałat, profesor doktor habilitowany, od 1996 prezes Polskiego Towarzystwa Teologicznego, w latach 2006–2009 prorektor Uniwersytetu Papieskiego Jana Pawła II w Krakowie.

## Życiorys
Święcenia kapłańskie przyjął 18 maja 1980 w Krakowie, w tym samym roku obronił pracę magisterską z patrologii na Papieskim Wydziale Teologicznym w Krakowie. W latach 1980–1986 pracował jako wikariusz w parafii Narodzenia NMP w Żywcu. W 1986 obronił licencjat z patrologii na Papieskiej Akademii Teologicznej w Krakowie i rozpoczął pracę jako asystent w Katedrze Homiletyki Wydziału Teologicznego PAT. W 1989 doktoryzował się z homiletyki na podstawie pracy Ideał chrześcijanina i metody jego realizacji w „Mowach” św. Leona Wielkiego napisanej pod kierunkiem Edwarda Stańka, od 1991 do 1997 pracował jako adiunkt, od 1997 jest kierownikiem Katedry Homiletyki WT PAT. W 1997 habilitował się na podstawie pracy „Uratować Naród!” – głos z ambony katedry wawelskiej okresu niewoli narodowej (1795–1918). W 2002 otrzymał tytuł profesora nauk teologicznych.
W latach 1989–1993 był prefektem studiów, w latach 1993–1997 wicerektorem w Wyższym Seminarium Duchownym Archidiecezji Krakowskiej. W latach 1991–1996 pełnił funkcję wiceprezesa Polskiego Towarzystwa Teologicznego, od 1996 jest jego prezesem.

## Wypromowani doktorzy
- Wzorce osobowe świętych polskich kanonizowanych przez Jana Pawła II. Studium kazań hagiograficznych, Lesław Juszczyszyn, 2001.
- Wstęp w teorii i praktyce kaznodziejskiej. Studium homiletyczno retoryczne, Witold Ostafiński, 2002.
- Recepcja posoborowego nauczania Kościoła o pojednaniu i pokucie w kaznodziejstwie polskim w latach 1985–2000, Marian Wróblewski, 2002.
- Koncepcja przepowiadania Noëla Quessona, Krzysztof Kida, 2003.
- Święte władczynie Kinga i Jadwiga w kaznodziejstwie polskim, Stanisław Bąk, 2003.
- Egzorta w kaznodziejstwie szkolnym, Zbigniew Kosik, 2004.
- Kapłan w nauczaniu arcybiskupa Jerzego Ablewicza, Andrzej Ślusarz, 2005.
- Kaznodziejstwo biskupa, arcybiskupa i kardynała Karola Wojtyły w katedrze na Wawelu, Maciej Radej, 2008.
- Teologia męczeństwa w przepowiadaniu św. Augustyna, Artur Seweryn, 2010.

## Wybrane publikacje
- Kaznodziejstwo w katedrze krakowskiej, cz. I–II, Kraków 1995.
- Zarys historii kaznodziejstwa w Kościele katolickim, cz. I–III, Kraków 1999–2001.
- Uratować Naród! Głos z ambony Katedry Wawelskiej okresu niewoli narodowej 1975–1918, Kraków 1996.
- Wielcy mówcy Kościoła, Kraków 2004.
- Św. Marcin z Tours, Kraków 2003.
- Święty Patryk. Pisma i najdawniejsze żywoty, wstęp i oprac. Jerzy Strzelczyk; przekł. Kazimierz Panuś, Anna Strzelecka; Kraków 2003, ISBN 83-7354-029-6.
- Święty Patryk, Kraków 2004.
- Wielcy mówcy Kościoła w Polsce, Kraków 2005.
- Henryk Lacordaire, Kraków 2005.
- Św. Leon Wielki, Kraków 2005.
- Wielcy kaznodzieje Krakowa. Studia in honorem Eduardi Staniek, red. Kazimierz Panuś, Kraków 2006.
- Św. Jan Vianney, Kraków 2006 (wydanie II, Kraków 2009).
- Piotr Skarga, Kraków 2006.
- Św. Franciszek Salezy, Kraków 2006 (wydanie II, Kraków 2009).
- Wielcy mówcy katedry na Wawelu, Kraków 2008.
- Sztuka głoszenia kazań, Kraków 2008.
- Bł. Edmund Bojanowski, Kraków 2009.